# Гукер (округ, Небраска)
Шаблон:StateAbbr_ 41°53′ пн. ш. 101°08′ зх. д. / 41.89° пн. ш. 101.14° зх. д.
Округ Гукер (англ. Hooker County) — округ (графство) у штаті Небраска, США. Ідентифікатор округу 31091.

## Історія
Округ утворений 1889 року.

## Демографія
За даними перепису 
2000 року 
загальне населення округу становило 783 осіб, усе сільське.
Серед мешканців округу чоловіків було 356, а жінок — 427. В окрузі було 335 домогосподарств, 220 родин, які мешкали в 440 будинках.
Середній розмір родини становив 2,9.
Віковий розподіл населення поданий у таблиці:
| Стать    | До 15 років | 15-21 | 22-29 | 30-39 | 40-49 | 50-65 | 65-85 | Понад 85 |
| -------- | ----------- | ----- | ----- | ----- | ----- | ----- | ----- | -------- |
| Чоловіки | 71          | 25    | 13    | 40    | 65    | 64    | 58    | 20       |
| Жінки    | 79          | 38    | 14    | 43    | 63    | 57    | 104   | 29       |

## Суміжні округи
- Черрі — північ
- Томас — схід
- Макферсон — південь
- Артур — південний захід
- Грант — захід

## Виноски
1. ↑  US Decennial Census. US Census Bureau. Архів оригіналу за 26 квітня 2015. Процитовано 8 грудня 2014.
2. ↑  Historical Census Browser. University of Virginia Library. Архів оригіналу за 11 серпня 2012. Процитовано 8 грудня 2014.
3. ↑  Population of Counties by Decennial Census: 1900 to 1990. US Census Bureau. Архів оригіналу за 27 квітня 2015. Процитовано 8 грудня 2014.
4. ↑  Census 2000 PHC-T-4. Ranking Tables for Counties: 1990 and 2000 (PDF). US Census Bureau. Архів оригіналу (PDF) за 18 грудня 2014. Процитовано 8 грудня 2014.
5. ↑  State & County QuickFacts. US Census Bureau. Архів оригіналу за 7 червня 2011. Процитовано 20 вересня 2013.(англ.) Наведено за англійською вікіпедією.
6. ↑  American FactFinder. Бюро перепису населення США. Архів оригіналу за 21 травня 2008. Процитовано 31 січня 2008.

| США | Це незавершена стаття з географії США. Ви можете допомогти проєкту, виправивши або дописавши її. |